# Comuna Kungota
Kungota (Občina Kungota) este o comună din Slovenia, cu o populație de 4.317 locuitori (2002).

## Localități
Ciringa, Gradiška, Grušena, Jedlovnik, Jurski Vrh, Kozjak nad Pesnico, Pesnica, Plač, Plintovec, Podigrac, Rošpoh, Slatina, Slatinski Dol, Spodnje Vrtiče, Svečina, Špičnik, Vršnik, Zgornja Kungota, Zgornje Vrtiče